# KK Krka Novo Mesto
Pour les articles homonymes, voir Krka (homonymie).
Le Košarkarski Klub Krka Novo Mesto est un club slovène de basket-ball basé à Novo Mesto. Il s'agit du seul club ayant pu accrocher un titre de champion de Slovénie dans les 14 premières années de son existence face à l'Olimpija Ljubljana.

## Palmarès
- Vainqueur de l'EuroChallenge : 2011
- Finaliste de la Coupe ULEB : 2003
- Champion de Slovénie : 2000, 2003, 2010, 2011, 2012, 2013, 2014
- Vainqueur de la Coupe de Slovénie : 2014, 2015, 2016

## Entraîneurs
- 2016 :  Vladimir Anzulović
- 2016-2017 :  Dejan Mihevc
- 2019- :  Vladimir Anzulović

## Joueurs célèbres ou marquants
- Sani Bečirović
- Matjaž Smodiš
- Afik Nissim
- Miroslav Todić